# Lune de miel (film, 1956)
Pour les articles homonymes, voir Lune de miel.
Pour plus de détails, voir Fiche technique et Distribution.
Lune de miel (Медовый месяц) est un film soviétique réalisé par Nadejda Kocheverova, sorti en 1956,.

## Fiche technique
- Photographie : Anatoli Nazarov
- Musique : Moiseï Vaïnberg
- Décors : Semjon Mandel, Abram Veksler
- Montage : Elena Mironova

## Distribution
- Ludmila Kassatkina : Luda Odintsova
- Pavel Kadochnikov : Aleksei Rybalchenko
- Tatyana Pankova : Anna Terentyevna
- Pavel Sukhanov : Ivan Terentevich
- Zoïa Fiodorova : Elizaveta Povariha
- Sergueï Filippov : Paromshik
- Ekaterina Savinova : Zoya
- Anatoli Abramov :
- Valentin Abramov : Nachalnik Stroitelstva (as V. Abramov)
- Kirill Lavrov :
- Pyotr Lobanov : (as P. Lobanov)
- German Lupekin : Pokupatel
- Lyudmila Lyulko : (as L. Lyulko)
- Lyudmila Makarova : Vypusknitsa medinstituta
- Lyubov Malinovskaya :
- Albina Matveyeva :
- Vadim Medvedev :
- Tatiana Pelttser : The nurse
- Igor Belskiy : Stilyaga student at the ball (non crédité)